# България – това съм аз!
„България – това съм аз!“ е български телевизионен игрален филм (фентъзи, семеен, драма) от 1999 година, по сценарий и режисура на Светослав Овчаров. Оператор е Огнян Калайджиев. Музиката във филма е композирана от Божидар Петков. Художник на филма е Пролет Георгиева.

## Сюжет
Две братчета - деца на 90-те г. на ХХ век - живеят в панелен жилищен комплекс. Апартаментът им е с блиндирана врата, с родителите си общуват предимно чрез компютър или телефонен секретар. Една вечер, както често се случва, децата са сами вкъщи. И пак, както често се случва, спира токът. Децата палят газена лампа и вадят от скрина бохча със семейни реликви. Тогава жилището се изпълва със сенки от миналото - техните предци. Оживяват образите от снимката на баща им и чичо им като деца - двама братя, досущ като тях, играещи сред развалините на средновековна крепост край родния град Провадия. Фотографията на прадядо Иван връща лентата още по-назад в години на война... 

## Актьорски състав
| В главните роли           | Изпълнител             |
| ------------------------- | ---------------------- |
| Димитър, първия брат      | Димитър Овчаров        |
| Тодор, втория брат        | Тодор Овчаров          |
| бащата на Димитър и Тодор | Иван Владимиров        |
|                           | Антоанета Фердинандова |
|                           | Лилия Овчарова         |
|                           | Мина Дечева            |
|                           | Георги Георгиев        |
|                           | Любомир Младенов       |
|                           | Иван Митов             |
|                           | Валентин Гошев         |
|                           | Антоан Макиту          |
|                           | Стоян Августинов       |
|                           | Валентин Йорданов      |
|                           | Богомил Владимиров     |
|                           | Майя Виткова           |
|                           | Венцислав Василев      |
|                           | Димитър Велинов        |
|                           | Роман Миланов          |
|                           | Валентин Асенов        |
|                           | Велико Вучев           |
|                           | Иван Геров             |